# 르노-닛산-미쓰비시 얼라이언스
르노-닛산-미쓰비시(네덜란드어: Renault-Nissan-Mitsubishi)(이전 르노-닛산)는 르노와 닛산에 의해 공동 소유되는 교차주식회사이다.

## 역사
네덜란드 법인인 르노-닛산 BV는 1999년에 공동 전략을 개발하고 시너지 효과를 개발하기 위해 설립되었으며, 르노와 닛산에 의해 공동 소유되었다. 이 제휴는 닛산에게 재정난의 시기에 생겼으며, 이로 인해 르노는 닛산 그룹의 일부를 인수하고 그것의 사장 카를로스 곤을 구조조정할 수 있는 기회를 갖게 되었다.
2011년, 르노-닛산은 토요타와 폭스바겐 AG 다음으로 세계 3위의 자동차 그룹이 되었다. 정기적으로 세계 4위의 판매 순위 중 하나로 분류된 르노-닛산-미쓰비시는 2017년 상반기에 폭스바겐 AG, 토요타, 제너럴 모터스보다 1위를 차지했다.
2015년 아르노드 몬테부르크 경제부 장관, 그리고 에마뉘엘 마크롱은 그 회사에 대해 2년 이상 자본에 있는 주주들에게 이중 투표권을 부여하는 "플로랑지법"을 부과할 때 그 동맹 내의 합의가 크게 악화되었다. 일본인들이 아무런 투표권 없이 15%의 자본을 보유하고 있다는 카를로스 곤의 반대에 직면하여, 에마뉘엘 마크롱은 2015년 4월 7일 화요일 10억 유로 이상의 연방을 고용하여 르노의 4.73%의 자본을 획득하고 소수 봉쇄를 목표로 한다. 따라서 일본 진영은 프랑스 정부의 개입이 불법적이고 적대적이며 닛산의 이익을 뒤흔들리는 핵융합을 준비한다고 생각한다.
2018년 11월 19일, 곤과 그레그 켈리는 닛산이 기소된 후 일본 내 세금 사기 혐의와 기업 자산 남용 혐의로 체포되고 구금된다. 11월 20일, 르노 이사회는 곤을 대신하여 티에리 볼로어 CEO와 필립 라가예트를 임시 이사회 의장으로 임명했다. 11월 22일, 닛산의 이사회는 카를로스 곤과 그레그 켈리를 그들의 직무를 맡기고, 그의 보상 제도를 개혁하기 위한 위원회와 이사회 회장 후보들을 제안하기 위한 위원회를 설립했다. 여러 논평에 따르면 닛산 이사회의 비난과 조치는 닛산과의 더 긴밀한 관계를 목표로 하는 곤과 켈리를 포함한 르노와 그의 지지자들과 전략상의 불일치 때문이며, 그 중 하나는 그 동맹을 탈퇴하려는 시도도 있을 것이라고 한다. 그 조작은 특히
"국가 쿠데타"

라고 불리며, 2017년부터 닛산 총무부장인 히로토 사이카와는 이러한 주요 선동가 중 하나로 묘사되었다.
2018년 11월 이후, 그 얼라이언스는 그의 금융 횡령 혐의의 발표인 카를로스 곤 사건에 대한 타격을 입었다. 2019년 3월 12일 양해각서를 통해 설립된 새로운 운영위원회는 르노의 최고경영자 티에리 볼로르, 닛산 및 미쓰비시 CEO, 히로토 사이카와 오사무 마사코, 그리고 르노의 사장인 잔 도미니크 세나르, 새로이 프랑스-일본 파트너십을 담당하고 있다.
2019년 11월 28일 이사회는 새 사무총장을 임명하기로 결정했다. 그 선택은 그 당시 얼라이언스에서 혁신 혁신 파악을 담당하는 프랑스-리비아의 엔지니어인 Hadi Zablit과 르노 그룹의 이사회 멤버를 위한 것이다.

## 금융 및 법률 전략

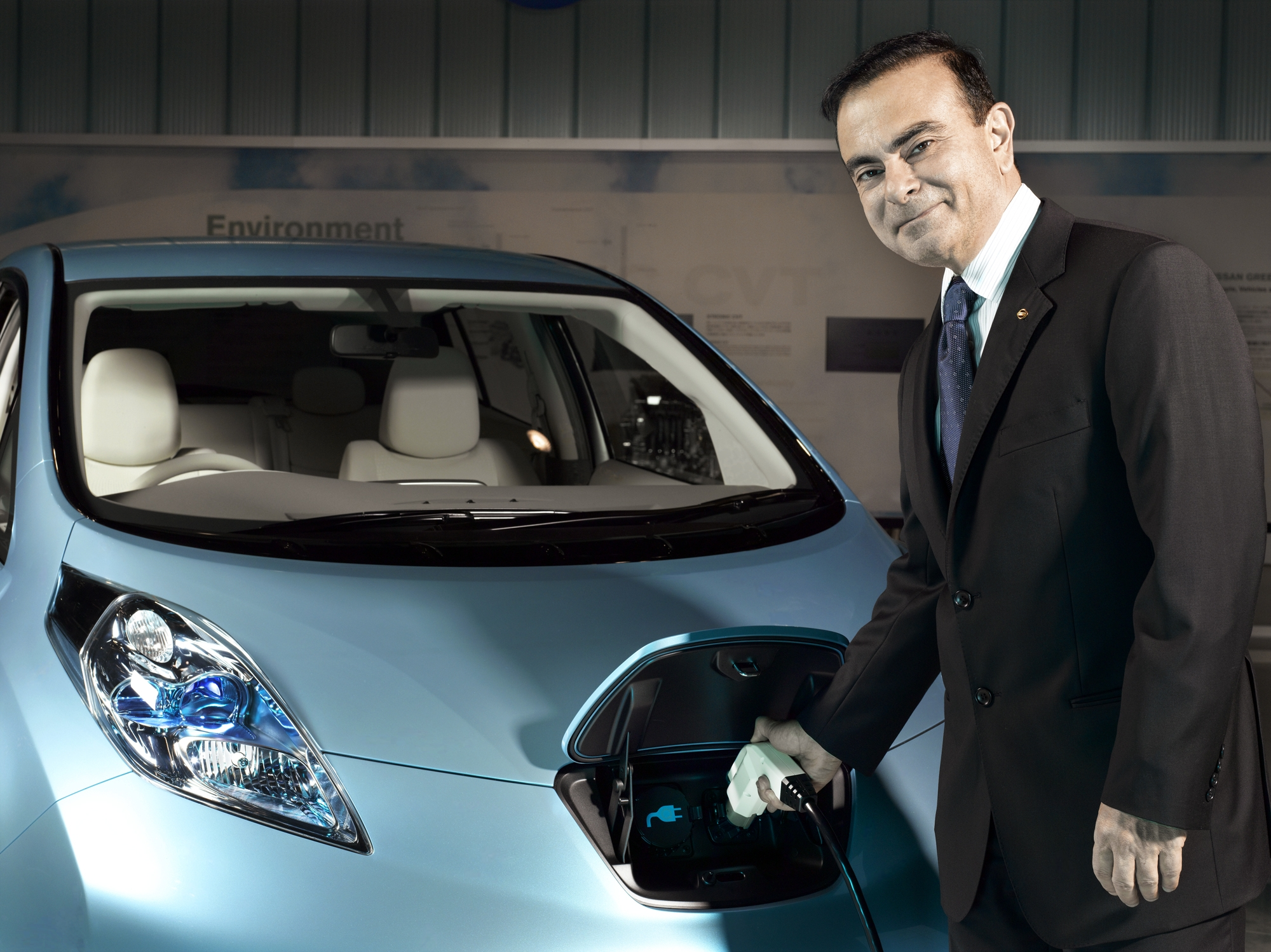
카를로스 곤이 닛산 리프를 싣고 있다.

그 얼라이언스는 두 단계로 이뤄진다. 먼저, 루이 슈바이처의 이니셔티브와 정부 지원 하에 르노는 닛산 지분의 36.4퍼센트를 인수하고, 루이 슈바이처의 협력관계를 잘 유지하고 있는 루이지 슈바이처의 구조 조정에 5억 유로를 투자한다. 1999년 6월 루이 슈바이처는 닛산의 회계와 수익성을 개선하기 위해 카를로스 곤에게 제휴의 꿈을 맡겼다.
나중에 닛산은 르노에 대한 15%의 지분을 취했고, 르노는 닛산에 대한 지분을 43.4%까지 증가시켰다. 그러나 분석가들은 그 동맹이 실제로 취했던 형태는 르노가 닛산을 장악하는 것으로 간주하고 있다고 판단한다.
그 후, 그 제휴는 르노와 닛산 각각 1.55%를 차지하고 있는 다임러 AG와 교차 지분을 조직하고 있으며, 다임러 AG는 르노 3.1%와 닛산 3.1%를 받는다.
2008년부터 르노는 또한 아보바즈(라다)의 25%를 보유하고 있다.
2014년 6월, 르노-닛산은 두 제조업체에 의해 총 50%인 74.5%의 아보바즈 소유의 공동기업 67.1%를 보유하고 있다. 르노의 경우 37.5%, 닛산에서는 12.5%로 분배된다.
2016년 10월 르노는 이론적으로 37%에서 72.5%로 상승한 AvtoVaz를 단독으로 재자본화하겠다고 발표했다. 닛산의 점유율은 12.5%에서 5.5%로 하락할 것이고 러시안 테크놀로지의 점유율은 25%에서 11%로 떨어질 것이다.
2016년 12월 르네상스 캐피탈은 405 백만 유로 규모의 자본증가를 통해 아브토바즈의 24.1%를 매입할 것이라고 발표했다. 르노는 그와 동시에 37%에서 47%로 증가하여 10월에 르노가 재투자할 필요가 없었다고 밝혔다. 그러나 라다 소유의 공동기업에 대한 르노의 점유율은 여기서 라다 소유의 50%에서 75%로 증가했으며, 라다에 대한 동일한 공동기업 점유율은 75%에서 65%로 증가하여 르노가 라다에 대한 간접 점유율은 47%에 불과했다.
르노와 닛산에 의해 제어되는 상표는 다음과 같이 분류된다.
- 르노는 다치아, 알파인, 르노삼성자동차 80.1%, 라다 47%를 보유하고 있다.
- 닛산은 인피니티 100%, 닷선 100%, 미쓰비시 자동차 34%, 베누시아의 50%를 보유하고 있다.

국가는 여전히 회사 자본에 존재하며, 이는 닛산의 구조 투자 변화에 의문을 제기한다. 실제로 닛산은 그 기업으로부터 순수하고 단순한 프랑스 정부로부터 철수하기를 원한다.

## 산업 및 무역 전략
기술적 관점에서 보면, 그 그룹은 여러 가지 측면으로 해석된다. 가장 간단한 것은 특정 국가의 이미지 또는 네트워크에 따라 다른 브랜드에서 모델을 리베이딩하는 것이다. 이것은 멕시코 닛산 플라티나, 사실 르노 클리오 4개 도어, 또는 유럽의 경량 유틸리티, 르노 캉구, 트래픽, 마스터가 각각 닛산 큐비스타, 프리마스타, NV400이 되는 차량으로 이어졌다.

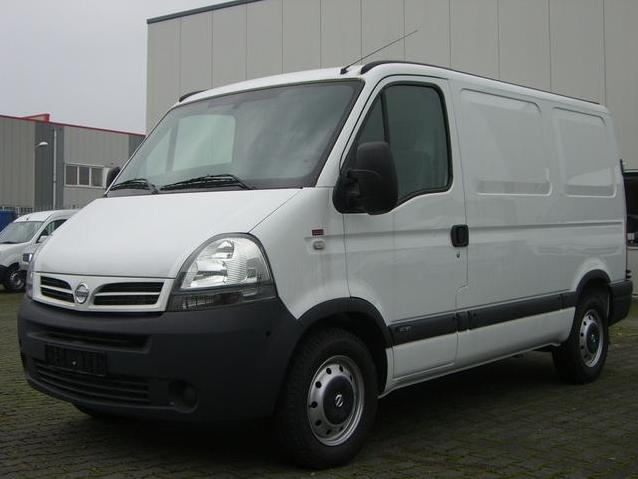
유럽의 닛산 인터스타는 르노 마스터의 아시아 버전이다.

보다 일반적으로 제휴 이후 제작된 신차 개발은 닛산 마치, 노트와 쥬크, 르노 클리오와 모듀스, 그리고 닛산 캐시카이와 르노 메간에 의해 사용되는 C 플랫폼과 같은 공통 플랫폼에서 이루어졌다. 플랫폼 D는 미국의 닛산 알티마, 미국의 맥시마, 유럽의 르노 라구나, 한국의 르노삼성 SM5에 의해 사용된다.
엔진 측면에서는 디젤 개발은 전적으로 르노에 의해 수행되며, 특히 강한 원통형 엔진들은 이제 닛산에 의해 설계되었다. 따라서 모든 닛산 디젤 엔진들은 르노 원산 엔진으로 구동되고, 르노 클리오(2.016V 140 ch), 라구나, 에스파스, 벨 사티즈(3.5V6 245 ch)에서 닛산 가솔린 엔진이 있다.
2013년 11월 르노-닛산은 미쓰비시와의 파트너십을 여러 대의 차량으로 확대했다.

르노-닛산 얼라이언스의 옛 로고.

2014년 4월 1일부터, 르노-닛산 얼라이언스는 엔지니어링, 제조 및 물류, 구매 및 인적자원 등 두 기업 모두에게 공통 운영 방향을 4개 지정하였다.
2016년, 미쓰비시는 닛산이 34%의 미쓰비시 주주가 되기 위해 가입할 미쓰비시의 자본증가에 따라 제휴에 합류했다. 그 작전은 같은 해 10월에 마무리되었고 카를로스 곤은 12월 중순에 미쓰비시 자동차의 회장도 되었다.
2016년 9월 르노-닛산은 프랑스 소프트웨어 개발업체인 실페오 회사를 인수했다. 이 그룹은 2020년까지 자율 운전 기술을 갖춘 10대의 차량을 상용화하려는 목표를 가지고 있다.
2017년 초, 르노-닛산-미쓰비시 그룹은 CEO 카를로스 곤을 통해 향후 5년 동안의 전략, 특히 전기 차량 개발에 대해 밝혔다. "2022 얼라이언스"이라 불리는 이 계획은 3개 연합 브랜드 간의 협력을 강화하고, 무엇보다도 전기자동차의 개발과 판매를 강화하기 위한 것이다. 따라서 르노-닛산-미쓰비시는 2022년까지 12개의 새로운 "100% 전기" 차량 모델을 상용화할 계획이다.

## 판매
2014년 르노-닛산 얼라이언스는 2013년 대비 2.5% 증가한 850만 대의 차량을 전 세계에 판매했다. 특히 미국(닛산 전용)과 서유럽에서 판매량이 증가했다.
반면, 2018년 말, 닛산은 프랑스에서 그것의 판매량이 크게 감소했다. 2018년 첫 10개월 동안 일본 제조업자는 그것의 육각형 매출액이 10% 하락하고 르노는 6.5% 상승세를 보이고 있다.

## 로비 활동

### 프랑스 국회의사당
그 회사는 2017년 850,000 유로 규모의 국회 로비 활동을 했다고 밝혔다.

### 유럽 연합 기관들 사이에서
그 회사는 2017년 850,000 유로 규모의 국회 로비 활동을 했다고 밝혔다.

### 미국의 기관들 사이에서
그 회사는 2017년에 2,95만 달러에 달하는 미국 기관에 로비 활동을 했다고 말한다.

## 논쟁: 노동조합에 대한 정치
미국 남부의 닛산 공장에서는 공장 설립 이후 노조가 금지되었다.

## 관련 기사
- 조직간 구조